# Штатный автор
В журналистике штатный автор указывает, что автор статьи является сотрудником периодического издания, в отличие от того, чтобы быть независимым свободным автором. В Британии штатные авторы могут работать в офисе, а не путешествовать, чтобы освещать ритм.
В рекламном агентстве копирайтинг является основной обязанностью штатных авторов.
На телевидении штатный автор — испытательная должность начального уровня в «комнате сценаристов»; то есть команда, которая создаёт телесериал.